# Kamensk-Šachtinskij
Kamensk-Šachtinskij (rusky Ка́менск-Ша́хтинский) je město v Rostovské oblasti v Rusku. Leží na Severním Doňci ve vzdálenosti zhruba sto padesáti kilometrů severně od Rostova na Donu, správního střediska Rostovské oblasti, a blízko hranice s ukrajinskou Luhanskou oblastí. Při sčítání lidu v roce 2010 v něm žilo zhruba pětadevadesát tisíc obyvatel.
Kamensk-Šachtinskij leží v ruské části černouhelné Doněcké pánve.
Přes Kamensk-Šachtinskij vede Evropská silnice E40 z Calais ve Francii do Ridderu v Kazachstánu. Také přes něj vede ruská dálnice M4 z Moskvy do Novorossijsku.

## Dějiny
Kamensk-Šachtinskij byl založen kozáky v roce 1671 a původně se jmenoval Kamenskaja podle potoka Malaja Kamenka.
Po Říjnové revoluci patřila Kamenskaja několik let do Ukrajinské sovětské socialistické republiky, přesněji do Doněcké gubernie. V roce 1924 byla začleněna do Ruské sovětské federativní socialistické republiky
V roce 1927 byla 28. března povýšena na město. O dva roky později byla přejmenována na současné jméno.
V letech 1954–1957 byl Kamensk-Šachtinskij správním střediskem samostatné Kamenské oblasti, od jejího zrušení patří do Rostovské oblasti.
V ranních hodinách 29. listopadu 2024 byl ve městě zasažen ukrajinskými drony sklad pohonných hmot a došlo k požáru.

### Vývoj počtu obyvatel
| Rok  | Počet obyvatel |
| ---- | -------------- |
| 1897 | 12 190         |
| 1939 | 42 711         |
| 1959 | 57 525         |
| 1970 | 68 135         |
| 1979 | 71 598         |
| 1989 | 72 379         |
| 2002 | 75 632         |
| 2010 | 95 296         |

Zdroj: sčítání lidu

### Rodáci
- Irina Rosichinová (* 1975) – ruská běžkyně